# District du haut Siang
Le district du haut Siang est un district de l'état de l'Arunachal Pradesh, en Inde.

## Géographie
Au recensement de 2011, sa population compte 35 289 habitants.
Son chef-lieu est la ville de Yingkiong. 